# 영주 영주동 석조여래입상
영주 영주동 석조여래입상(榮州 榮州洞 石造如來立像)은 대한민국 경상북도 영주시 영주선비도서관에 있는 신라의 불상이다.
1963년 1월 21일 대한민국의 보물 제60호 영주리석불입상(榮州里石佛立像)으로 지정되었다가, 2010년 8월 25일 현재의 명칭으로 변경되었다.

## 개요
광배와 상이 하나의 돌에 조각된 거의 완전한 형태의 보살상으로, 원래는 시내의 절터에 있던 것을 현재의 위치로 옮겼다고 한다.
굵은 목에 넓고 둥근 어깨는 힘차고 당당한 모습이며, 이러한 경향은 굵은 팔, 다리 및 투박한 손발 등 신체의 각 부분에까지 공통적으로 드러나 전체적으로 박력있는 남성의 체구를 연상시킨다. 넓적한 사각형의 얼굴, 특히 두꺼운 입술의 표현은 영주 가흥동 마애여래삼존상 및 여래좌상(보물 제221호), 영주 석교리 석조여래입상(보물 제116호) 등과 유사한 것으로 지역적인 공통성으로 이해할 수 있다.
보살이 걸치고 있는 옷의 표현 중 특징적인 것은 왼쪽 겨드랑이에 표현된 매듭이다. 이 매듭에서 내려오는 옷자락은 지그재그형을 그리며 팔 위에 걸쳐있다. 이런 표현은 현재 국립중앙박물관에 있는 금동약사여래입상(보물 제328호)에서 볼 수 있을 뿐 우리나라에서는 흔하지 않은 예이다.
부처의 몸에서 나오는 빛을 형상화한 광배(光背)는 선이 날카로우며, 머리광배와 몸광배를 구분해 주는 곡선이 분명하게 처리되어 있다. 이런 분명한 곡선처리는 이 작품이 경주 감산사 석조아미타여래입상(국보 제82호)보다 먼저 만들어진 것임을 추측할 수 있게 해준다.
이 보살상은 건장한 체구와 강한 힘을 내재한 듯한 박력있는 작품으로, 표현이 세련되거나 화려한 느낌은 없지만 형식적인 모습은 아니다. 이러한 신체 특징과 광배의 형태 등으로 볼 때 통일신라 후기의 작품으로 보인다.

## 같이 보기
- 경주 감산사 석조아미타여래입상 (국보 제82호)
- 경상북도립 영주선비도서관

## 참고 자료
- 영주 영주동 석조여래입상 - 국가유산청 국가유산포털